# Melanophryniscus admirabilis
Melanophryniscus admirabilis es una especie de anfibio anuro de la familia Bufonidae. Es endémica de un área extremadamente pequeña junto al río Forqueta en el municipio de Arvorezinha, Río Grande do Sul (Brasil). Habita en el bosque ripario en las empinadas pendientes del río, entre lo 400 y los 616 metros de altitud.
Está en peligro crítico de extinción debido a su reducida área de distribución y entre sus principales amenazas se encuentra la instalación de una central hidroeléctrica justo en el área que habita, y su colecta por turistas y para el tráfico de mascotas.